# Hyposmocoma tricincta
Hyposmocoma tricincta là một loài bướm đêm thuộc họ Cosmopterigidae. Nó là loài đặc hữu của Hawaii. Loài địa phương ở Kona, nơi nó được tim thấy ở độ cao 2,000 feet.